# ورزشگاه مالاواتی
ورزشگاه مالاواتی (به انگلیسی: Malawati Stadium) (مالایی: Stadium Malawati) یک استادیوم سرپوشیده است که در شهر شاه عالم، ایالت سلانگور، مالزی قرار دارد. این ورزشگاه در کنار ورزشگاه شاه عالم واقع شده است. ظرفیت این استادیوم حداکثر ۱۳٬۰۰۰ نفر است و می‌تواند رویدادهای مختلفی همچون رویدادهای ورزشی، فروش کالاهای حجیم، کنسرت، نمایشگاه و سخنرانی را در سالن ۵۰×۵۰ متری با داشتن یک سیستم تهویه مطبوع کامل، برگزار کند.

## تاریخچه
در روز ۱۲ مه ۱۹۹۸، ورزشگاه توسط صلاح‌الدین عبدالعزیز شاه، سلطان ایالت سلانگور به‌طور رسمی افتتاح شد. در روز ۱ ژانویه ۲۰۰۱، شورای شهر شاه عالم مسئولیت تعمیر و نگهداری ورزشگاه را برعهده گرفت. در روز ۱ آوریل ۲۰۰۵، مسئولیت مدیریت ورزشگاه به‌طور کامل به شورای شهر شاه عالم واگذار شد.